# Mattoni NBL 2006/2007
Národní basketbalová liga 2006/2007 byla nejvyšší mužskou ligovou basketbalovou soutěží v České republice v ročníku 2006/2007. Od ročníku ligy 1998/1999 byla nazvána jménem generálního partnera - Mattoni Národní basketbalová liga (ve zkratce Mattoni NBL).
Konečné pořadí ligy:
1. ČEZ Basketball Nymburk (mistr České republiky 2006/2007) - 2. BK Prostějov - 3. A PLUS OHL ŽS Brno BC - 4. BK Děčín - 5. Mlékárna Kunín - 6. BK Synthesia Pardubice - 7. BK Kondoři Liberec - 8. BK NH Ostrava - 9. USK Praha - 10. BK Ústí nad Labem - 11. BK Sadská - 12. BBK IVes Brno

## Systém soutěže
Od této sezóny došlo ke změně herního systému soutěže. Byl rozšířen počet zápasů v základní části, která se hrála čtyřkolově a byla zrušena druhá část hraná ve skupinách A1, A2. Ke změně došlo i v play off, čtvrtfinále a se hrálo pouze na dva vítězné zápasy, od semifinále opět na tři vítězné zápasy. Zápas o 3. místo na 2 zápasy.

## Výsledky

### Tabulka základní části soutěže
| Poř. | Tým                    | Z  | V  | P  | Skóre     | Body |
| ---- | ---------------------- | -- | -- | -- | --------- | ---- |
| 1.   | ČEZ Basketball Nymburk | 44 | 41 | 3  | 4075:3093 | 85   |
| 2.   | BK Děčín               | 44 | 31 | 13 | 3874:3413 | 75   |
| 3.   | BK Prostějov           | 44 | 30 | 14 | 3881:3309 | 74   |
| 4.   | A PLUS OHL ŽS Brno BC  | 44 | 27 | 17 | 3711:3479 | 71   |
| 5.   | Mlékárna Kunín         | 44 | 26 | 18 | 3691:3380 | 70   |
| 6.   | BK Synthesia Pardubice | 44 | 25 | 19 | 3783:3649 | 69   |
| 7.   | BK Kondoři Liberec     | 44 | 22 | 22 | 3556:3602 | 66   |
| 8.   | BK NH Ostrava          | 44 | 22 | 22 | 3532:3655 | 66   |
| 9.   | USK Praha              | 44 | 16 | 28 | 3442:3704 | 60   |
| 10.  | BK SČP Ústí nad Labem  | 44 | 10 | 34 | 3323:4186 | 54   |
| 11.  | BK Sadská              | 44 | 7  | 37 | 3339:4056 | 51   |
| 12.  | BBK IVes Brno          | 44 | 7  | 37 | 3358:4039 | 51   |

## Play-off
Hrálo se vyřazovacím způsobem, čtvrtfinále na dva a semifinále na tři vítězné zápasy, finále na čtyři vítězné zápasy. 

### Čtvrtfinále
- (1.) ČEZ Basketball Nymburk - (8.) BK NH Ostrava 2:1 (70:82 82:68 86:60)
- (2.) BK Děčín - (7.) BK Kondoři Liberec 2:1 (62:80 85:68 73:69)
- (3.) BK Prostějov - (6.) BK Synthesia Pardubice 2:1 (78:82 104:92 91:76)
- (4.) A PLUS OHL ŽS Brno BC - (5.) Mlékárna Kunín 2:1 (68:72 90:77 73:71)

### Semifinále
- ČEZ Basketball Nymburk - A PLUS OHL ŽS Brno BC 3:0 (76:60 77:75 90:61)
- BK Děčín - BK Prostějov 2:3 (72:80 89:101 100:65 81:75 71:83)

### Zápas o 3. místo
- BK Děčín - A PLUS OHL ŽS Brno BC 0:2 (79:83 62:72)

### Finále
- ČEZ Basketball Nymburk - BK Prostějov 3:0 (97:60 90:80 98:74)